# ジョージア料理

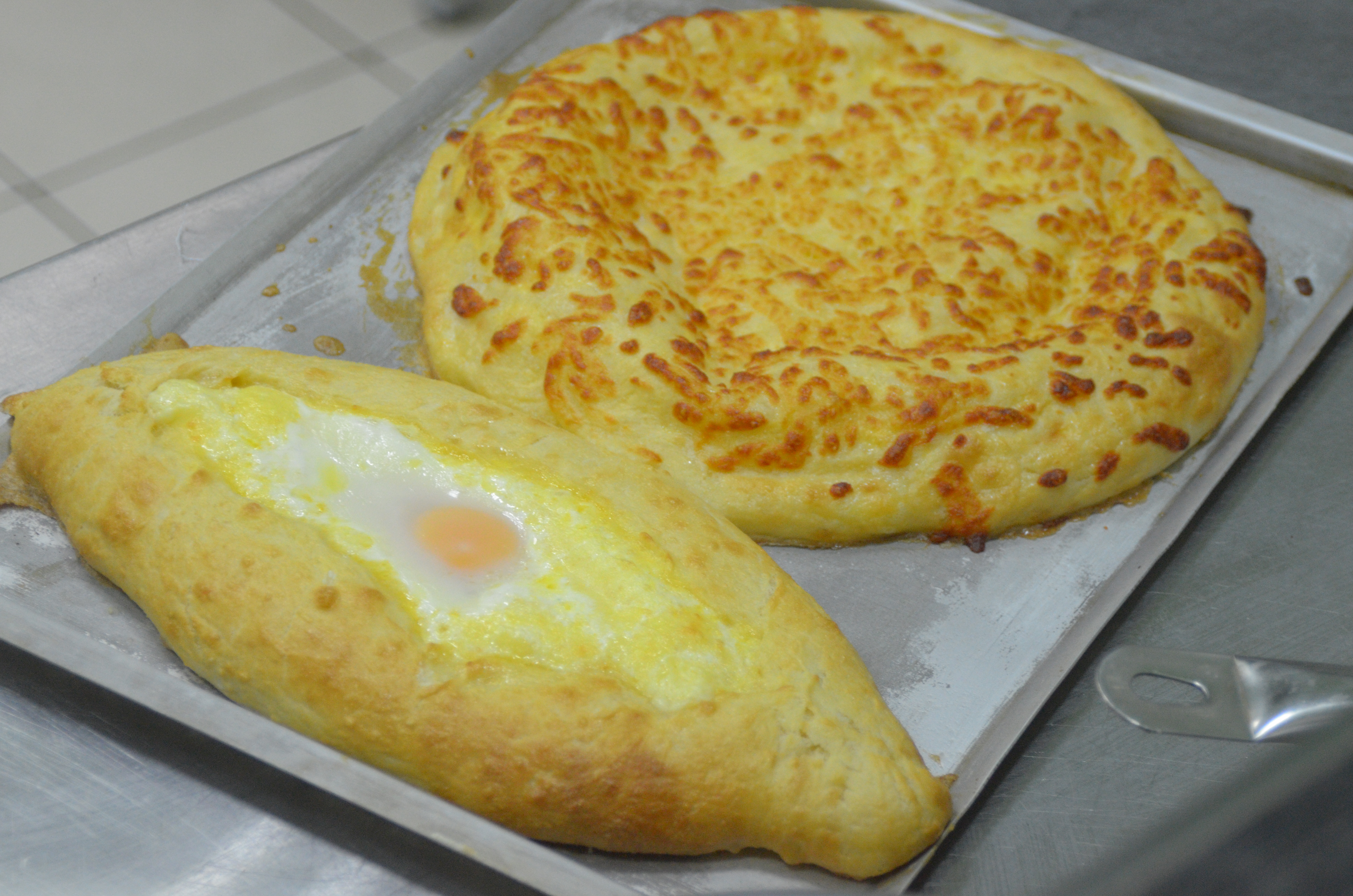
ハチャプリ

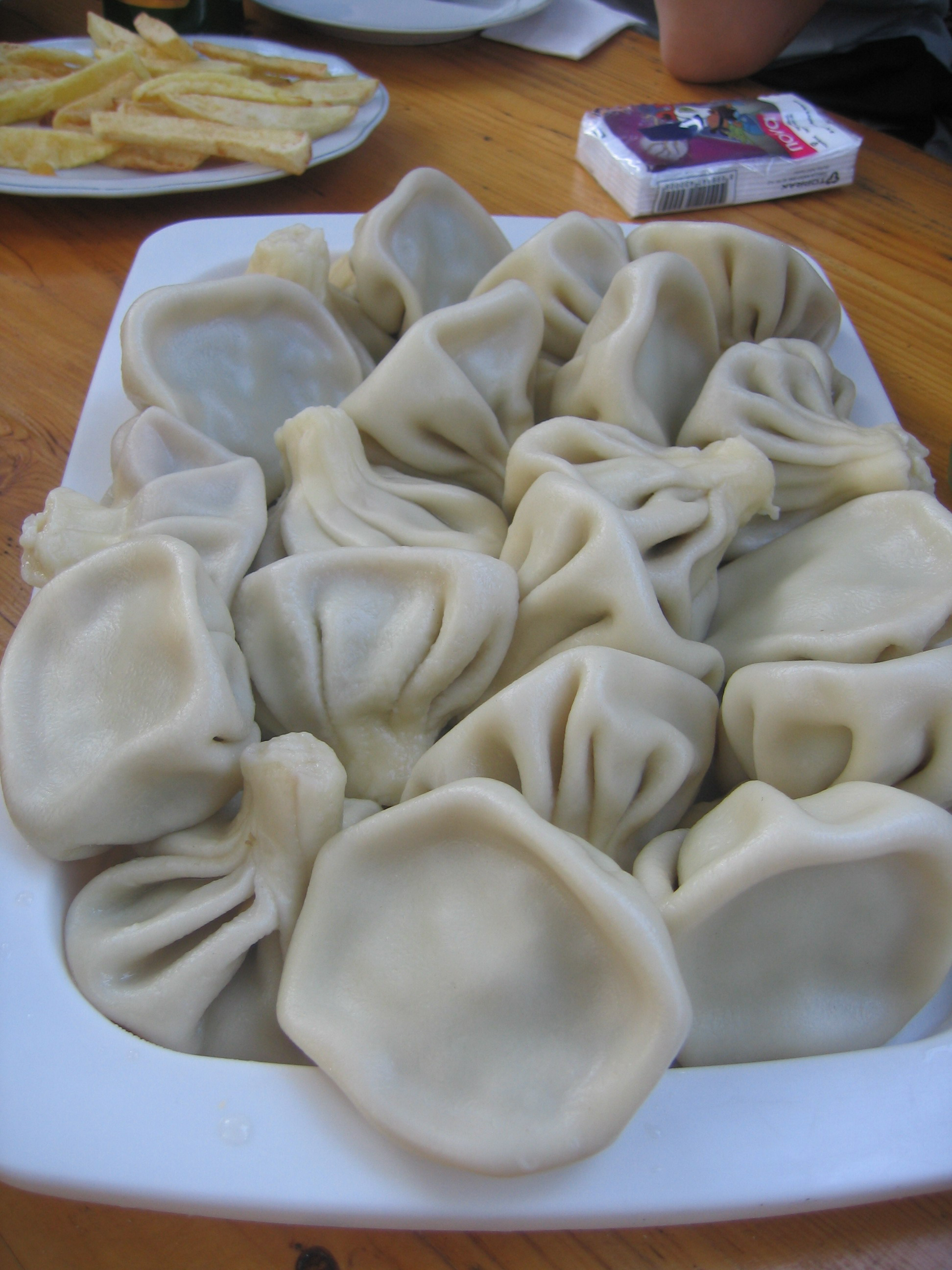
ヒンカリ

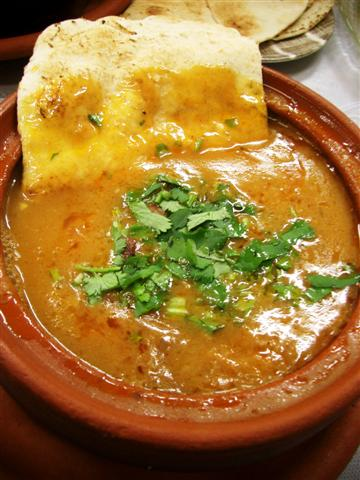
シャナーヒ

ジョージア料理（ジョージア語：ქართული სამზარეულო、ローマ字読み：kartuli samzareulo）あるいはグルジア料理は、南コーカサスの国ジョージアで日常的に食される食物（飲料）と食器によって形成される料理を中心とした食文化のことである。
ジョージアの地域によって多様なスタイルのレシピがある。食事と飲酒はジョージア文化の中でも重要な役割を担っている。ジョージア国以外でも、ジョージア料理店はもちろん、ジョージア・ワイン店、ロシア料理店などでも食べられることがある。
なお、アメリカ合衆国のジョージア州における伝統料理の「ジョージア料理」（南部料理およびローカントリー料理を参照）とは何の関係も無い。

## 概要
ジョージア固有の料理であり、同国内の州ごとに独自に発祥した料理や伝統の中で洗練された料理が数多く存在する。一方、ジョージア料理の中には中東やヨーロッパだけではなく、西アジアからの影響も見られる。これらは、この地がユーラシア大陸の東西をつなぐ交易路(シルクロード)の中継点であったため、相互の豊富なアイデアや香辛料を含む食材が行き交った結果と見られる。
ジョージア料理の文化の中で、特徴的なのはケイピ、もしくはスプラと言われる宴会と、それを盛り上げるタマダと呼ばれる仕切り役の存在である。この宴会では、大量のワインやビール類と、大量のジョージア料理が提供され、タマダが司会進行やスピーチ、宴会芸、踊り、音楽を披露して盛り上げることが、最高の歓迎として伝統となっている。
ジョージア料理は20世紀以降、ロシア国内で普及している。これはソビエト連邦共産党書記長のヨシフ・スターリンがカルトヴェリ人で、ジョージア料理が好物だった事による。ロシア国内の多くの都市には必ずジョージア系レストランが存在し、ジョージア料理をジョージアの様式に従って提供している。

### 呼称
日本では20世紀半ばにロシア経由で知られるようになって以来「グルジア料理」と呼称されて来たが、同国の主たる民族であるカルトヴェリ人の多くはロシア語由来（異説あり）とされる「グルジア」の呼称を忌避しているため、2015年4月に日本政府が国家の外名を「ジョージア」に変更したのに前後して「ジョージア料理」と呼ばれることが多くなっている。

## 地域別伝統料理

### アブハジア
アブハジア料理はスパイスや胡桃を多く使用する。
- アブハジアで最も人気のある料理は、アビスタ（とうもろこしで作られたお粥）、アピルピルチャパ（胡桃ソースを詰めた胡椒の皮）、アチュマ（ハチャプリの一種）、アリツムゲリ（胡桃入りのコーンブレッド）、アチャッシュ（ハチャプリのようなもの、使用するチーズだけが異なる）、アチャパ（胡桃入りのインゲン豆）、アクタグチャパ（デビルドエッグに似た胡桃が詰められたゆで卵）。
- 最も人気のあるデザートは、アクアルクアーという蜂蜜入りのクッキー。
- アジカは辛くてスパイシーだが、ほのかに風味付けをすることで食べ物の味付けによく使用される。
- アブハジアのワインには、ルィフニー、アプスニー、アナコピアがある。

### アチャラ
アチャラ料理は、その自然（海辺、山岳地帯）と歴史に影響を受けた非常に多様な料理。
- 山岳地帯のアチャラでは、主な生産物は乳製品であり、料理はジョージア料理の中でもより重いというのが特徴である一方、海辺の地域では料理のほとんどにスパイスが効いていて、多くの新鮮なハーブが使用される。
- アチャラの中で最も人気のある料理は、アチャルリ・ハチャプリ、ボラノ（ギーで揚げられたチーズを刻んだもの）、チルブリ（胡桃とトマトのオムレツ）、マラフト（胡桃と生ぶどうジュースを潰したインゲン豆に和えたもの）、ラフニ（ハルチョーに似たシチュー）、ハヴィツィ（ギーととうもろこしのお粥）、シノリ（発酵していないパン生地とナドゥギで作られたもの）、パフラヴァ（トルコのバクラヴァの一種）、シャカールラマ（ビスケット）。

### グリア
グリア料理は、主に家禽（特に鶏肉）、コーンブレッド（ムチャディ）、そして胡桃が多く使用される。
- グリアの中で最も人気のある料理は、サツィヴィ（鶏肉や七面鳥のバッゼという胡桃ソース）、ムチャディ（コーンブレッド）、クパティ（豚肉から作られたソーセージ）、バドリジャニ・ニグヴジ（揚げナスの胡桃ソース）、グリアン・ハチャプリ（チーズとゆで卵が詰まった三日月形のハチャプリ、クリスマスに食べられる）、ブリンジュラ（ハチャプリに似た、チーズオムレツの様なもの）、プハリとクチュマチ（胡桃ソースとザクロを和えた鶏肉の肝臓）。

### イメレティ
イメレティ料理は、隣接するグリア地方の料理とよく似たところがあり、胡桃をふんだんに使用することで知られている。
- イメレティの中で最も人気のある料理は、イメルリ・ハチャプリ（最も一般的なハチャプリ）、ムチャディ（コーンブレッド）、プハリ、クチュマチ（胡桃ソースとザクロを和えた鶏肉の肝臓）、ソコ（揚げマッシュルーム）、ロビオ（スパイスを加えた潰した小豆）、バドリジャニ・ニグヴジ（揚げナスの胡桃ソース）、チャホフビリ（家禽肉のトマトベースのスープ）、ムツニリ（胡瓜やキャベツ、ビーツ、ジョンジョリ等の野菜を漬けたもの）、エカラ（プハリ）、クパティ（豚肉でつくられたソーセージ）、サツィヴィ（鶏肉や七面鳥のバッゼという胡桃ソース）、チチラ・イスリム・マクヴァルシ（ブラックベリーとぶどうベースのソースのローストチキン）。
- イメレティは、チキンティ（塩気のあるチーズ）やイメルリ・クヴェリ、スルグニといったチーズでもよく知られている。

### カヘティ
カヘティ料理は、より肉をベースにしたジョージア料理と見なされており、この地域は「ワインの地域」と呼ばれている。ジョージアのパンの一種であるトニスプリの発祥の地としても知られている。
- カヘティで知られている料理といえば、ムツヴァディ（グリルで焼いた肉）、チャカプリ（タラゴンなどのハーブと羊肉でつくられたスープ）、ヒンカリ（大きい小籠包の様なもの）、ハシュラマ（牛肉または子羊の茹で肉）、ハシ（スプラの後によく食べられる茹で肉）、チャナヒ（子羊の肉とトマトでつくられたスープ）、チヒルトマ（鶏肉でつくられたスープ）、アジャプサンダリ（ナスやじゃがいも、トマトでつくられた一種のラグー）。
- カヘティには、チュルチュヘラ（ぶどうジュースと胡桃でつくられたキャンディー）やペラムシ（ぶどうジュースからつくられたデザート）など有名なデザートがある。
- カヘティはアラザニやアハシェニ、サペラヴィ、キンズマラウリなどのワインでもよく知られている。

### カルトリ
カルトリは、フルーツ（特に林檎、アプリコット、イチジク、桃）と野菜（特に胡瓜やトマト、玉ねぎ）などの名産地として知られている。
- カルトリ料理として知られているものは、プリス・ハルチョー（パンからつくられたスープの一種）、シェチャマンディ（ハナミズキ等でつくられたスープ）、ジョンジョリ（ミツバウツギ属の花や葉のピクルス）、チャフラキナ（チーズとビーツルートの葉が詰まったハチャプリの一種）、ハビズギナ（チーズとじゃがいもの詰まったオセチアン・ハチャプリ）、チャカプリ（タラゴンなどのハーブと羊肉でつくられたスープ）。

### ラゼティ
ラゼティの歴史的名所のほとんどはトルコに位置しているが、ジョージアのラゼス特にサルピでは、今でも下記のとおり伝統的な料理が作られている。
- ブレギ / パポニ（ミルクプディングが詰まった焼き菓子）、グレスタ（とろけるチーズとマッシュルームをかけた鶏肉及び牛肉）、カプカ・タガネイ（揚げたアンチョビと野菜）、カプカ・プリンコニ（アンチョビピラフ）、カプコン・ムクディ（刻んだアンチョビ、プハリ、ハーブを添えた揚げコーンブレッド）、ル・ドゥディ（白インゲン豆と赤のプハリ、玉ねぎ、ネギを混ぜたもの）、ル・ヌカシェイ（様々な野菜、主にキャベツ、インゲン豆、じゃがいもをコーンミールと混ぜてつくったお粥の一種）、ムーラマ（チーズの入ったコーンミール）。

### サメグレロ
サメグレロの郷土料理は、ジョージアの中でも最も有名な料理とみなされている。数々のスパイスや胡桃を使用するのが特徴。
- サメグレロで知られている料理といえば、ゴーミ（コーンミールで作られたお粥）、エラルジ（スルグニの入ったゴーミ）、ゲブザリア（ミントで味付けされたチーズロール）、ミングレリアン・ハチャプリ（チーズが上部にトッピングされたハチャプリ）、クパティ（豚肉で作られたソーセージ）、タバカ（アジカを加えて調理された鶏肉）、ハルチョ―（牛肉のスープ）。
- 伝統的にスルグニが作られている。
- アジカは胡椒とスパイスで作られたソース。サメグレロとアブハジアで伝統的につくられる。

### ムティアネティ、へヴィ、へヴスレティ、プシャヴィ、トゥシェティ
これらの料理は類似性が高いため、同一料理とみなされることがよくある。
- 有名な料理には、ヒンカリ（肉、じゃがいも及びカッテージチーズを詰めた小籠包のようなもの）、ゴルディラ（茹でた生地）、クァギ（塩で味付けされた乾燥肉）、カウルマ（肉から作られたスープの一種）、コトリ（カッテージチーズの詰まったハチャプリ）、ハチョエルボ（ボール状の乾燥カッテージチーズ）、ハヴィツィ（とろけるチーズ）。
- トゥシェティは、グダというヤギや羊のミルクがベースのチーズの名産地としても知られる。
- これらの地域は、ジピタウリというアルコール飲料やビールでも知られている。

### ラチャ、レフチュミ
ラチャとレフチュミの料理は大半が同一料理であることから、ひとつの料理グループに分けられることが多い。
- ラチャとレフチュミで知られている料理といえば、シュクメルリ（クリームとにんにくで作られたソースに鶏肉を煮込んだもの）、ロリ（豚肉のベーコン）、ロビアニ（インゲン豆とロリが詰まったハチャプリの一種）、ロビオ（潰したインゲン豆をスパイスで味付けしたもの）、ラチュリ・ハチャプリ（正方形に作られたハチャプリの一種）。

### サムツヘ、ジャヴァへティ
サムツヘとジャヴァへティの料理は、メスへティアとジャヴァへティの二つの郷土料理で構成されている。これらの地域の料理がよく似ていることから、しばしば同一料理とみなされる。この料理はガチョウの肉を多く使用することと、トルコの支配下にあったという歴史的背景から、ジョージアの他の郷土料理と大きく異なる点が多い。
- サムツヘとジャヴァへティで知られている料理といえば、バティス・シェチャマンディ（ガチョウの肉から作られるスープ）、メスフリ・ヒンカリ（ガチョウの肉が入ったヒンカリ）、アポフティ（子羊や牛、ガチョウ、アヒルの乾燥肉）、タタールボラギ（茹でた生地）、ルジス・コルコティ（牛乳で茹でた小麦粒）。
- カタツムリやロコキナも、過去のフランスのカトリック教徒の存在から、この地域では非常に一般的な料理となっている。
- サムツヘとジャヴァへティは、チリ（ドライフルーツ）、トゥクラピ（フルーツ巻き）やテニリ（手で引っ張られて作られるチーズ）でも有名。

### スヴァネティ
- スヴァネティで知られている料理といえば、クブダリ（味付けされた豚肉の詰まったハチャプリ、スヴァン・ハチャプリとも呼ばれる）、ペトゥヴラール（チーズとキビの詰まったハチャプリ）、チュヴィシュタリ（スルグニ入りのムチャディ）、ルツペク（胡椒とにんにくで味付けされた茹で大麦粒）、ハールシル（大麦とウルティカのスープ）、タシュミジャビ（スルグニ入りのマッシュポテト）。
- スヴァネティは、ニワトコなどの果物や蜂蜜から作られたアルコールでも有名。
- スヴァネティアン・ソルト（ロシア語版）（スパイス入りの塩。ミックススパイスでレイリョウコウ（英語版）、クミン、唐辛子、ニンニクなどから作られる）の名産地。

## 前菜

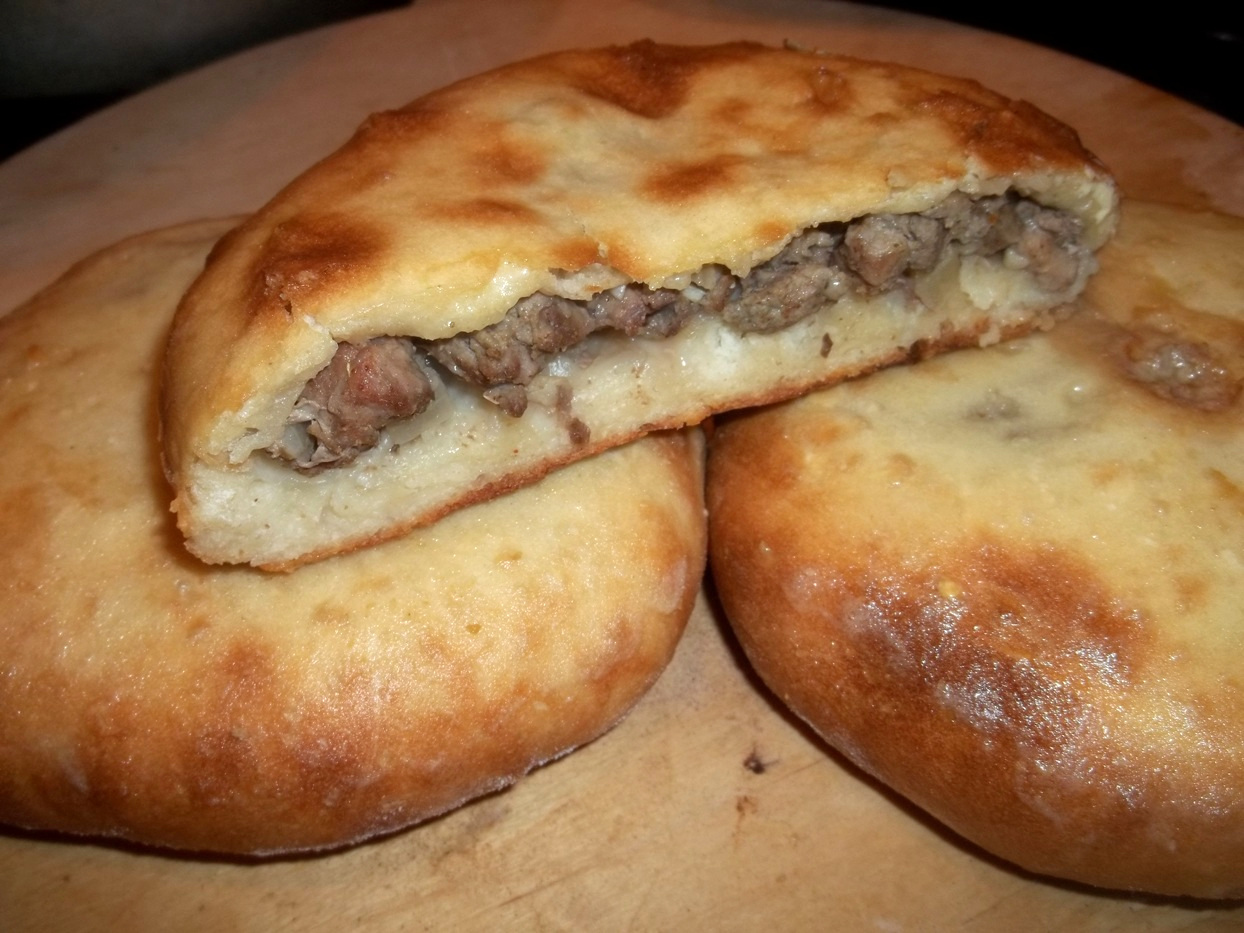
クブダリ。2015年にジョージアの無形文化遺産となった。

- アブハズラ (აფხაზურა)：アブハジア産のコールファットロールミートボール
- アチュマ (აჩმა)：チーズとパンを何層にも重ねたもの。ソースのないラザニアに似ている。
- アジャプサンダリ(აჯაფსანდალი)：伝統的なジョージア料理。ナス、じゃがいも、玉ねぎとスパイスでつくられる。
- クチュマチ (კუჭმაჭი)：鶏の肝臓でつくられたもの。
- クパティ (კუპატი)：西ジョージアの揚げソーセージ。
- クブダリ（英語版） (კუბდარი)：子羊や豚の肉、スパイス、玉ねぎで作られるミートパン。
- サツィヴィ (საცივი)：胡桃のソース。
- ジョンジョリ (ჯონჯოლი)：ミツバウツギ属の新芽を塩漬けにしたもの。
- ナドゥギ (ნადუღი)：クリームの様な乳製品。
- ニグヴジアニ・バドリジャニ (ნიგზვიანი ბადრიჯანი)：揚げナスの胡桃ソース。
- ハチャプリ(ხაჭაპური)：地域によって種類が多様なチーズパン。ジョージア外、特に旧ソ連の国々で非常に人気。
- バドリジニス・ヒジララ(ბადრიჯნის ხიზილალა)：刻んだ揚げナス。「ナスのキャビア」という意味。
- プハリ (ფხალი)：主にほうれん草やビーツ、キャベツから作られるみじん切りの野菜。

- マツォニ(მაწონი)：ジョージア風ヨーグルト。
- ムジュジ (მუჟუჟი)：豚肉のジェリー。
- ロビアニ (ლობიანი)：豆が詰まったハチャプリ。
- ロビオ (ლობიო)：潰された豆にスパイスを和えたもの。

## パン
伝統的なジョージアのパンは様々で、トニスプリ、ショティスプリ、メスクシュリプリ、ナズキ、ムチャディなどがある。
ジョージアのパンは伝統的に、トネという大きい円形の井戸の様な形のオーブンで焼かれる。

### ハチャプリ
ハチャプリはチーズの詰まったパンで、ジョージアの伝統料理。パンは発酵させることで厚みができ、様々な形に作ることができる。通常、中央にチーズがあり、パンをちぎってチーズにつけて食べられる。フィリングには、チーズ（新鮮なものから熟成されたものまで、最も一般的にはスルグニ）や卵等が含まれる。
ジョージアの地域によって様々な特徴的な種類のハチャプリがある：
- アブハジア（アチュマ）のハチャプリ。複数の層にチーズをはさんで作る。ソースのないラザニアのように似ている。アチュマという名前は、このタイプのハチャプリの一般的な名称である。「アブハジアハチャプリ」（'Abkhazian Khachapuri'）という名前は使用されない。
- アジャラ （アチャルリ/アジャルリ）のハチャプリ。開いたブーツのような形に成形され、熱いパイの上に生卵とバターを乗せて食べる。
- イメレティ （イメルリ）のハチャプリ。円形で、最も一般的なタイプである。
- オセチア（オスリ）のハチャプリ。フィリングの中にチーズだけでなくじゃがいもも入っている。普通、ハビジニ（Khabizgini）と呼ばれる。
- カルトゥリとラチャ（チャフラキナ）のハチャプリ。ビーツの葉とチーズが入っている。
- グリア（グルリ）のハチャプリ。生地の中にゆで卵が入っており、カルツォーネに似ている。おそらく、これはハチャプリの一種ではない。グリアはクリスマスに作られ、単に「クリスマスパイ」と呼ばれている。また、ジョージア国の他の地方では、「グルジアパイ」と呼ばれている。
- サメグレロ （メグルリ）のハチャプリ。イメレティのものに似ているが、上にさらにチーズをかける。
- スヴァネティ（レムジラ）のハチャプリ。円形や三角形が多い。
- スヴァネティ（ペトゥヴラーリ）のハチャプリ。チーズとキビがたっぷり入っている。
- へヴィ（プフロヴァ―ナもしくはムフロヴァ―ナ）のハチャプリ。ジョージアの山岳地帯でつくられる。チャフラキナ・ハチャプリと似ているが、フィリングにほうれん草が入れられる点で異なる。
- ペノヴァニのハチャプリ。パイ生地で作られることで、サクサクとしたパイのように仕上がる。地元のベーカリーではストリートフードとして売られる。
- ミングレリア（メグルリ）のハチャプリ。イメルリ・ハチャプリと似ているが、チーズをより多くトッピングするのが特徴。
- メスへティ（メスフリ）のハチャプリ。パイ生地とチーズで作られる。生地とフィリングにラードが加えられることで、より普及しているペノヴァニ・ハチャプリとは異なる味なのが特徴。
- ラチャ（ラチュリもしくはバチュリ）のハチャプリ。長方形のハチャプリで、パイ生地が使用されチーズがたっぷり入っている。

## チーズ

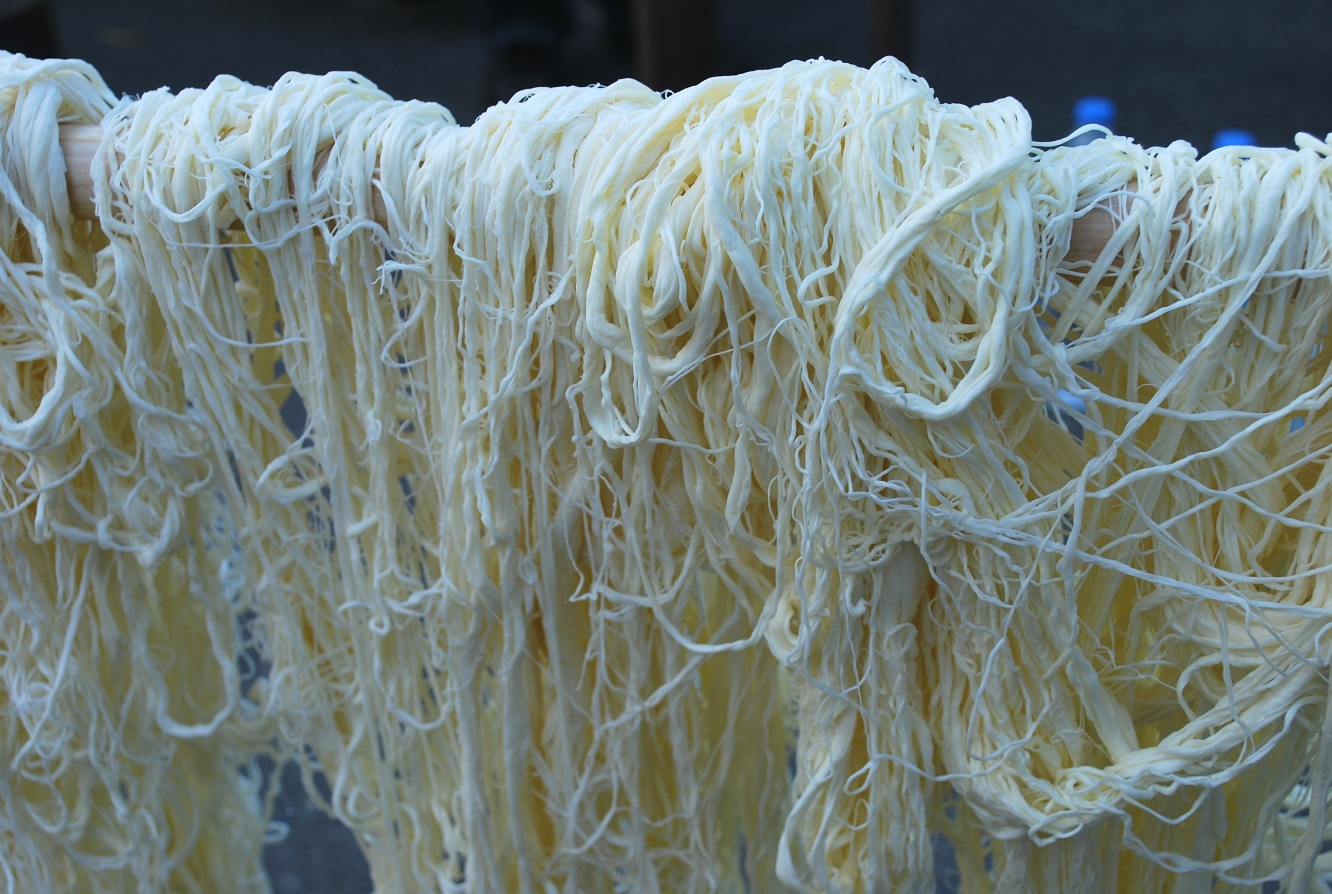
2013年にジョージアの無形文化遺産に登録された細く引き伸ばしたチーズテニリ

- アチャルリ・チェチリ (აჭარული ჩეჩილი)：アチャラで牛のミルクから作られるチーズ。ロープ状につくられるのが特徴。
- イメルリ (იმერული)：イメレティで牛乳から作られるチーズ。
- カルティ (კალტი)：ジョージアの山岳地帯でつくられるチーズ。栄養価が高いことから、羊飼いのチーズと言われることも。
- カルトゥリ (ქართული)：牛乳が約50％と、羊やヤギ、水牛のミルクの混合物からつくられるチーズ。
- グダ (გუდა)：トゥシェティで羊のミルクから作られるチーズ。20日間の期間でつくられる。
- コビ (კობი)：ジョージア東部でよく食べられる、牛と羊のミックスのミルクから作られるチーズ。
- スルグニ (სულგუნი)：ミングレリア発祥の、ジョージアでは最も名の知られているチーズのひとつ。牛や水牛のミルクから作られる。ミングレリア以外では、スヴァネティでも盛んに生産される。
- ダンパリ・クヴェリ (დამპალი ყველი)：バターが中に詰まっている、レアチーズ。
- ダンバルハチョー( დამბალხაჭო )：プシャヴィとムティウレティで作られる、カビチーズ。古くから作られてきた、最高級のチーズのひとつ。
- チキンティ (ჭყინტი)：イメレティ発祥の、しょっぱくもジューシーなチーズ。
- チョギ (ჩოგი)：トゥシェティで羊のミルクから作られるチーズ。[7]
- テニリ(ტენილი)：サムツヘやジャヴァへティでつくられるチーズで、カード状に作られる。
- ナルチュヴィ(ნარჩვი)：スヴァネティでつくられるチーズで、カード状に作られる。
- メスフリ・チェチリ (მესხური ჩეჩილი)：メスへティでつくられるチーズで、アチャルリ・チェチリと作り方は同様。

## サラダ、ピクルス
- イスパナヒサラダ (ისპანახის სალათა)：ほうれん草のサラダ。
- キトゥリ・ポミドヴリサラダ (კიტრი პომიდვრის სალათა)：ジョージアのハーブやカへティアン・オイルが加えられた胡瓜とトマトのサラダ。胡桃のソースと一緒に食べられることが多い。
- サガザプフロサラダ (საგაზაფხულო სალათა)：春につくられるサラダ。特に決まっているレシピはないが、主に新鮮な野菜とゆで卵で作られる。
- サタツリサラダ (სატაცურის სალათა)：アスパラガスのサラダ。
- ジョンジョリ - 花のピクルス[3]
- チャルフリサラダ (ჭარხლის სალათა)：ビーツのサラダ。
- プハリ(ფხალი)：みじん切りにした野菜をボール状にしたもの。主にほうれん草やキャベツ、豆で作られ、ザクロの種がトッピングされる。

## スープとシチュー

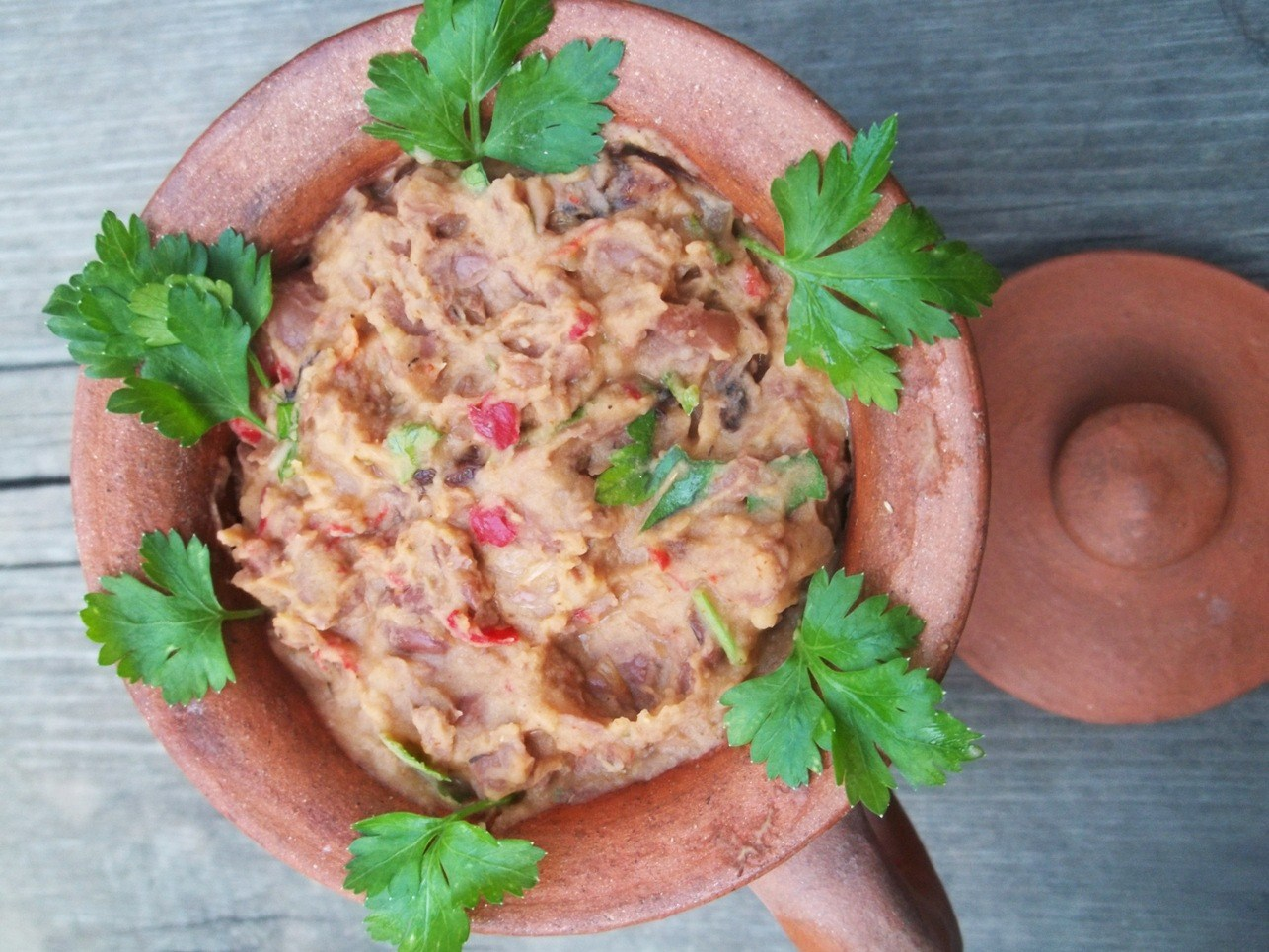
ロビオ

- シェチャマンディ (შეჭამანდი)：主にカルトゥリでつくられる、様々な種類が存在するスープ。ほうれん草やマルヴァ、にんにく、ハナミズキ、穀物、スイバ、ピンクピーバイン等の材料から作ることができる。
- チヒルトゥマ (ჩიხირთმა)：卵や鶏および七面鳥の肉を使ってカへティで伝統的につくられるスープ。
- チャカプリ(ჩაქაფული)：子羊や牛（もしくは子牛）の肉、タラゴンやチェリープラムを使って作られる、ジョージア東部（カへティとカルトゥリ）のシチュー。
- チャホフビリ (ჩახოხბილი)：ジョージア西部発祥の、トマトや家禽肉（主に鶏または七面鳥の肉）で作られるスープ。
- チョルバ(Chorba)
- ハシ (ხაში)：牛や羊の肉の煮物。ジョージア東部、主にカへティでつくられる。
- ハルシル (ხარშილ)：スヴァネティでつくられる、ほうれん草のスープ。
- ハルチョー (ხარჩო)：牛肉、米、チェリープラムや胡桃を使って作られるミングレリアのスープ。
- プリス・ハルチョ― (პურის ხარჩო)：カルトゥリ発祥のパンのスープ。
- ボズバシ (ბოზბაში)：マトンとエンドウ豆、そして栗で作られるスープで、主にカへティで食される。
- マツヴニススピ (მაწვნის სუპი)：マツォニのスープ。
- ロビオ (ლობიო)：インゲン豆のスープ。ジョージア西部で人気。

## ベジタリアン料理
- アジャプサンダリ(აჯაფსანდალი)：茄子やじゃがいも、トマト、玉ねぎ、ハーブなどの野菜から作られる一品。
- エカラ・ニグヴジ (ეკალა ნიგზვით)：胡桃とシオデ。
- クナシ (ქნაში)：みじん切りにした南瓜の種を茹でた後、スパイスを加えて円形にしたもの。
- ゴグリス・グプタ (გოგრის გუფთა)：ボール状のスカッシュ（いわゆるベジタリアンのケフタ）
- シェチャマンディ(შეჭამანდი)：主にカルトゥリでつくられる、様々な種類が存在するスープ。ほうれん草やマルヴァ、にんにく、ハナミズキ、穀物、スイバ、ピンクピーバイン等の材料から作ることができる。
- トルマ（Tolma）
- バドリジャニ・ムツヴァニリト (ბადრიჯანი მწვანილით)：フレッシュハーブ（パクチー、パセリ、バジル等）と揚げ茄子。
- バドリジニス・ヒジララ (ბადრიჯნის ხიზილალა - "Eggplant caviar")：刻んだ茄子にザクロの種とハーブを和えたもの。
- バドリジニス・ボラニ (ბადრიჯნის ბორანი)：刻んで揚げた茄子にスパイスを和えたもの。
- プハリ(ფხალი)：みじん切りの野菜にザクロを添えたもの。
- ロビアニ (ლობიანი)：インゲン豆がたっぷり入ったハチャプリ。
- ロビオ (ლობიო)：スパイスを加えた潰したインゲン豆。
- ロビオ・ニグヴジ (ლობიო ნიგვზით)：胡桃とインゲン豆。

## 魚料理
ジョージア料理は基本的に魚中心ではないが、主にマスやナマズ、鯉を使って作られる料理がいくつかある：
- カプチョーニ・ムチュクディ (ქაფჩონი მჭკუდი)：アチャラに居住するラズ人によってつくられる、アンチョビのコーンブレッド。
- カルマヒ・タルフニット (კალმახი ტარხუნით)：マスの揚げ物、タラゴンも添える。
- カルマヒ・クブダリ (კალმახის კუბდარი)：みじん切りのマスや玉ねぎ、コリアンダーやアジカが詰められたクブダリ。
- キボ・キンジット(კიბო ქინძით)：コリアンダーを加えて調理されたロブスター。
- キボ・テトゥリ・グヴィニット (კიბო თეთრი ღვინით)：白ワインで調理されたロブスター。
- キボ・モハルシュリ(მოხარშული კიბო)：茹でたロブスター。
- ケパリ (კეფალი)：揚げたボラ。
- コブリ・ニグヴジット・ダ・ブロツェウリット(კობრი ნიგვზით და ბროწეულით)：胡桃とザクロの種で揚げた鯉。
- ズッヒ・カクリス・ポトルシ (ზუთხი კაკლის ფოთოლში)：胡桃の葉で調理されたチョウザメ。
- ツォツハリ (ცოცხალი)：地元の魚の煮物や揚げ物のこと。
- ツヴェラ・ニグヴジット・ダ・ブロツェウリット (წვერა ნიგვზით და ბროწეულით)：胡桃とザクロの種で揚げたバーベル。
- ロコ・キンズマルシ (ლოქო ქინძმარში)：ナマズとコリアンダーの酢の煮物。
- ロコ・ツィテリ・グヴィニット (ლოქო წითელი ღვინით)：ナマズの赤ワイン煮。

## 家禽料理
- サツィヴィ（Satsivi）：グルジア風クルミソースバンバンジー
- チヒルトゥマ（Chikhirtma）

## 肉料理
最も人気の高いジョージアの肉料理といえば：
- アブハズラ (აფხაზურა)：アブハジアで作られる、揚げミートロール。
- アポフティ (აპოხტი)：乾燥・燻製肉（牛、子羊、ガチョウ、鴨）。
- カバビ(ქაბაბი)：小麦粉の薄皮で巻いたケバブ。
- クァギ (ყაღი)：肉の燻製。
- クァウルマ (ყაურმა)：刻まれた肉のスープの一種。
- クチュマチ (კუჭმაჭი)：胡桃とザクロの種で揚げられた鶏の肝臓。
- クパティ (კუპატი)：豚肉から作られるソーセージを揚げたもの。
- グプタ：ケフタミートボールのジョージア版。
- クブダリ (კუბდარი)：肉の入ったスヴァネティのハチャプリ。
- サツィヴィ(საცივი)：ジョージア西部発祥の、バゼという胡桃のソースをかけた家禽肉。
- ジスホラ (ზისხორა)：スヴァネティの茹でたブラッド・ソーセージ。
- シラプラヴィ (შილაფლავი)：子羊の肉、スパイスや野菜を使ったピラフ。
- シャシリク (შაშლიკი):肉の串焼き
- シャナーヒ（Chanakhi）：羊のシチュー
- シュクメルリ (შქმერული)：クリームベースの鶏肉煮込み料理[3]。
- タバカ (ტაბაკა)：アジカを加えたローストチキン。
- チヒルトゥマ (ჩიხირთმა)：卵や鶏および七面鳥の肉を使ってカへティで伝統的につくられるスープ。
- チャカプリ (ჩაქაფული)：子羊や牛（もしくは子牛）の肉、タラゴンやチェリープラムを使って作られる、ジョージア東部（カへティとカルトゥリ）のシチュー。
- チャシュシュリ (ჩაშუშული)：トマトベースのスパイシービーフシチュー。
- チャナヒ (ჩანახი)：トマトと子羊のスープ。
- チャホフビリ (ჩახოხბილი)：ジョージア西部発祥の、トマトや家禽肉（主に鶏または七面鳥の肉）で作られるスープ。
- トルマ (ტოლმა)：ドルマのジョージア版。フィリングは主に肉とロールキャベツ。
- ハシ (ხაში)：牛や羊の肉の煮物。
- ハシュラマ (ხაშლამა)：肉の煮物。
- バティス・シェチャマンディ (ბატის შეჭამანდი)：メスティアでつくられるガチョウ肉のスープ。
- ハルチョ―(ხარჩო)：牛肉、米、チェリープラムや胡桃を使って作られるミングレリアのスープ。
- ヒンカリ (ხინკალი)：ジョージア風小龍包。牛肉・豚肉の挽肉とタマネギ、ハーブを混ぜた具を小麦粉の皮で包み茹でる。モンゴル族が伝えたとされる[3]。主にジョージア東部でつくられ、牛や豚、子羊の肉（メスへティではガチョウの肉）を使用する。
- ボズバシ：エンドウ豆や栗、トマトから作られる子羊のスープ。
- ムズージ (მუჟუჟი)：肉や野菜（特に人参やハーブ等）の詰まったジェリーの一種。
- ムツヴァディ (მწვადი)：串焼き
- ロリ(ლორი)：ラチャでつくられる豚肉の燻製。

## ソースとスパイス
- アジカ (აჯიკა)：香辛料とハーブから作った赤唐辛子のソース。
- サツィヴィ：クルミソースの一種。
- スヴァヌリ・マリリ(სვანური მარილი)：スパイスがミックスされたスヴァネティ産の塩。
- トケマリソース(ტყემალი)：プラムソースの一種。
- バッゼ (ბაჟე)：胡桃ソース。
- フメリ・スネリ (ხმელი სუნელი)：粉状になった香辛料とハーブのミックス。
- ブルー・フェヌグリーク (ულუმბო, უცხო სუნელი)：定番のフェヌグリークよりもマイルド。

## デザート・菓子
- アクアクアール (Аквакуар)：アブハジアでつくられる、ハニービスケット。
- アラハルイもしくはアラハリャ(ალაჰარუი / Алаҳария)：アブハジアで伝統的につくられる、イチジクのロールアップ。
- アルヴァハジ (ალვახაზი)：蜂蜜やアーモンドから作られる、様々な形をしたカヘティのスイーツ。
- ゴジナキ (გოზინაყი)：新年のお祝いにつくられるキャンディー。
- シャカルラマ (შაქარლამა)：砂糖や蜂蜜から作られる、アチャラのビスケット。
- ジャンジュハ (ჯანჯუხა)：チュルチヘラと同様につくられるが、胡桃の代わりに刻んだヘーゼルナッツが使用される。グリアでよくつくられる。
- タプリス・クヴェリ  (თაფლის კვერი)：蜂蜜から作られるキャンディー。
- チュルチヘラ(ჩურჩხელა)：葡萄ジュースを小麦粉や胡桃とミックスして作られる、カヘティ発祥のキャンディー。
- チリ (ჩირი)：主にアプリコットや葡萄、プラム、イチジクのドライフルーツ。
- トゥクラピ (ტყლაპი)：葡萄やアプリコット、チェリープラム、イチジクなどのフルーツから作られるロールアップ。
- ナズキ (ნაზუქი)：シナモンやレモンカード、レーズンの菓子パン。主にシダ・カルトリ、特にスラミでつくられる。
- パチュヒ (ფაჩხი)：梨の乾燥パウダーを水とミックスしたものから作られるスヴァネティのデザート。
- パフラヴァ (ფახლავა)：トルコのデザート、バクラヴァのアチャラ版。
- パルスタキ (ფალუსტაკი)：小麦粉や蜂蜜、エルボを混ぜたものから作られるデザート。ハルヴァに似ている。
- ペラムシ（英語版、グルジア語版）(ფელამუში)：葡萄ジュースや小麦粉から作られるデザートで、甘いお粥と似ている。
- ムラバ (მურაბა)：主に胡桃やスイカ、マルメロ、イチジク、ベリーなどのフルーツや花（特に薔薇）から作られるジャムの一種。
- メスフリ・クァダ (მესხური ქადა)：メスヘティで伝統的につくられる、ラードと小麦粉のミックスが詰まった菓子パンの一種。

## 飲み物
- チャチャ
- ジョージアワイン：アラザニ、サペラヴィ、キンズマラウリ他、多数の名産ワインが造られている。
- ジョージア･ビール：ワイン同様に多数のブランドを持っている
- ミネラルウォーター：ボルジョミをはじめ、ナベグラヴィ、リカニ、サイルメなどジョージア内の多くの産地から輸出されている。
- ラギーゼ･ウォーター：いくつかの果汁などの天然甘味料とソーダを混ぜたソーダドリンク。ボトルに入れて販売されるか、ソーダファウンテンのグラスに直接混ぜて販売される。

### ジョージアワイン
ジョージアはワイン発祥の地として知られている。8000年もの間、南コーカサスの肥沃な谷や斜面は葡萄栽培とワイン生産（ジョージア語でღვინო, ɣvino）の本拠地であった。ジョージアワインの何千年にもわたる卓越した経済的・歴史的役割から、ワインの伝統はジョージア国民のアイデンティティとは切り離せない存在である。
ジョージアの有名なワイン産地といえば、カヘティ（さらにテラヴィとクヴァレリのミクロ地域に区別される）、カルトゥリ、イメレティ、ラチャ・レチフミ、クヴェモ・スヴァネティ、アチャラ、アブハジアがある。
ユネスコ（UNESCO）は、クヴェヴリという陶器の壺を使用する、古代から伝わる伝統的なジョージアのワイン製造方法をユネスコ無形文化遺産として登録した。
ジョージアで飲まれるアルコールといえば、チャチャとワイン（特にジョージアワイン）がある。最も親しまれているジョージアワインには、ピロスマニ、アラザニ、アハシェニ、サペラヴィ、キンズマラウリなどがある。ジョージアのワイン文化は数千年前まで遡り、サペラヴィやルカツィテリなど多くのジョージアワインは西洋ではほとんど知られていない古代の葡萄品種から作られる。ジョージアワインは東欧全土で非常によく知られており、ジョージアは年間1000万本以上ものワインを輸出している。ジョージアワインは国にとって大変重要な輸出品である。ジョージアには、ナタフタリ、カズベギ、アルゴ、カスリ、カルヴァなど多くのビールブランドもある。